# Jean-Joseph de Mondonville

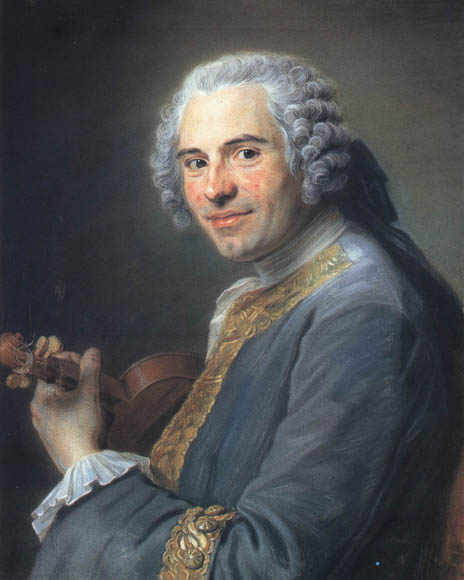
Jean-Joseph de Mondonville.

Jean-Joseph de Mondonville, también conocido como Jean-Joseph Cassanéa de Mondonville (bautizado en Narbona el 25 de diciembre de 1711-fallecido en Belleville, cerca de París, 8 de octubre de 1772) fue un violinista y compositor francés. Fue contemporáneo de Jean-Philippe Rameau y tuvo un gran éxito en su época. Pierre-Louis Daquin (hijo del compositor Louis Claude Daquin) comentó de él que: "Si no pudiera ser Rameau, no hay nadie quien yo quisiera ser salvo Mondonville.

## Vida

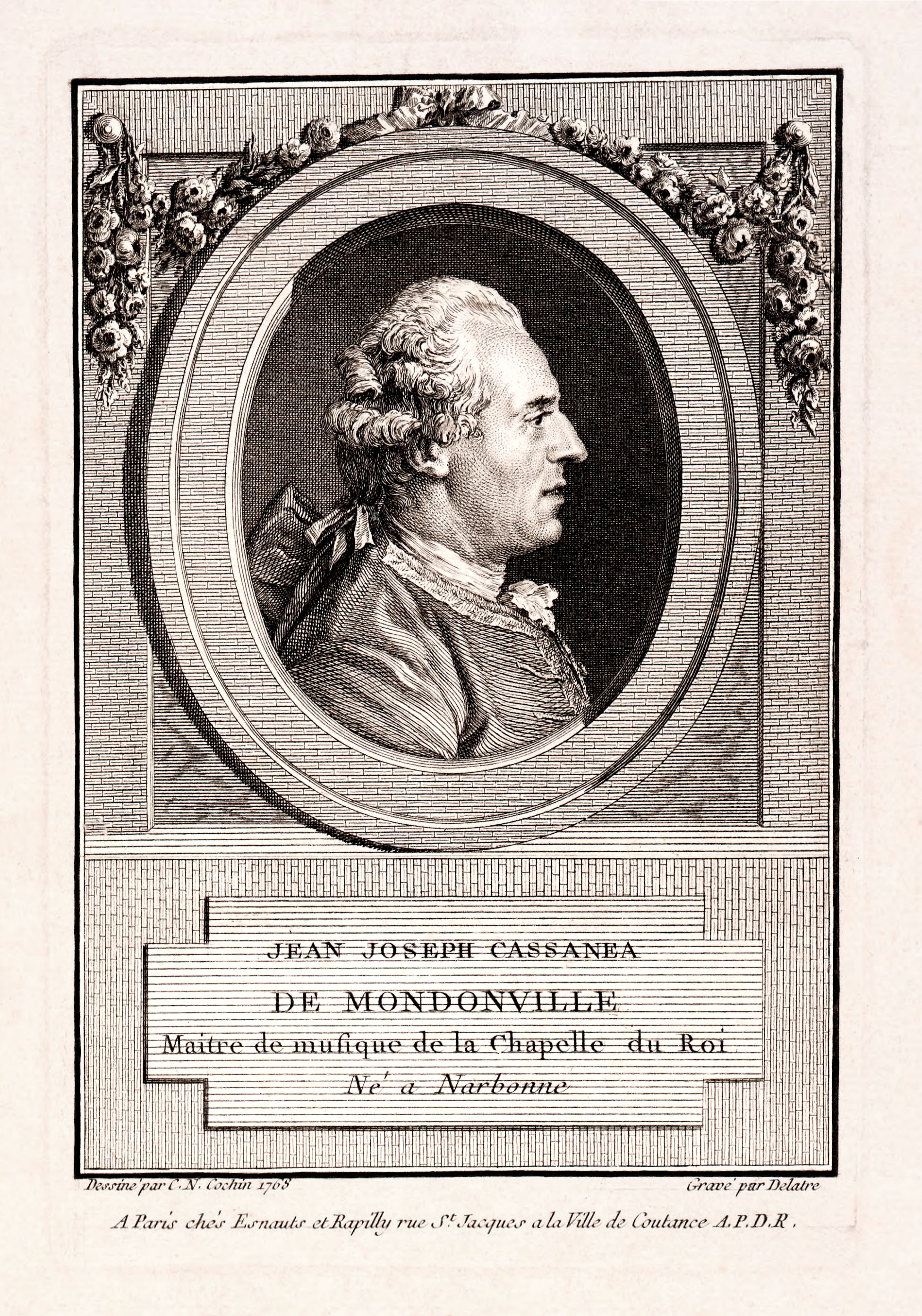
Jean-Joseph Cassanéa de Mondonville

Mondonville nació en Narbona, en el sudeste de Francia, en el seno de una familia aristocrática que pasaba por tiempos difíciles. En 1733 se trasladó a París, en donde consiguió el puesto de profesor de Madame de Pompadour y consiguió diversos puestos como músico, incluyendo el de violinista del Concert Spirituel.
Su primer opus fue el volumen de sonatas para violín publicado en 1733. Se convirtió en violinista de la Capilla Real y de cámara, y actuó en unos 100 conciertos. Algunos de sus grands motets también tuvieron lugar ese año, suponiéndole una considerable aclamación por parte del público. Fue nombrado sous-maître en 1740 y luego, en 1744, intendente de la Capilla Real.
Produjo óperas y grands motets para la Ópera y para el Concert Spirituel respectivamente y estuvo asociado al Teatro des Petits-Cabinets, todo el tiempo, manteniendo su carrera de violinista a través de la década de 1740. En 1755, se convirtió en director del Concert Spirituel a la muerte de Pancrace Royer. Murió en Balléville a la edad de sesenta años.

## Obra

### Música sacra
Entre 1734 y 1755 Mondonville compuso 17 "grands motets", de los cuales sólo nueve han sobrevivido. El motete "Venite exultemus Domine", publicado en 1740, le ganó el puesto de "Maître de musique de la Chapelle" (maestro de música de la capilla). Gracias a su dominio de la música orquestal y vocal, Mondonville ante el gran motete —el género dominante de la música en el repertorio de la "Chapelle royale" (capilla) antes de la revolución— una intensidad de color y una calidad dramática hasta entonces desconocida.

### Óperas
Aunque la primera  ópera de Mondonville,  Isbé , fue un fracaso, disfrutó de gran éxito con las formas más ligeras de la ópera del barroco francés: las  Opéras-ballet  y la  pastorale héroïque . Sus obras más populares fueron  Le carnaval de Parnasse ,  Titon et l'Aurore  y  Daphnis et Alcimadure  (en la que Mondonville escribió su propio libreto en su  forma dialectal  nativa del lenguaje occitano : el languedociano).  Titon et l'Aurore  jugó un papel importante en la Querelle des Bouffons, la controversia entre los partidarios de la ópera francesa e italiana, que hacía estragos en París en los principios de la década de 1750. Miembros de la "parte francesa" aseguraron que el estreno de  Titon  fue un éxito rotundo (sus oponentes incluso alegaron que habían garantizado este resultado por embalaje la Académie Royale de Musique, donde la puesta en escena tuvo lugar, con presencia  de soldados). Una incursión de Mondonville en la ópera seria francesa - el género conocido como  tragédie en musique  - fue un fracaso, sin embargo. Tomó el paso inusual de reutilizar un libreto,  Thésée , que originalmente había sido establecido por el "padre de la ópera francesa", Jean-Baptiste Lully en 1675, una medida osada de Mondonville al sustituir la apreciada música de Lully con la suya propia. El estreno en la corte de 1765 tuvo una recepción mixta y una actuación pública dos años más tarde terminó con la audiencia exigiendo que  se sustituyera por el original. Pero en esto Mondonville fue  por delante de su tiempo; en la década de 1770, se convirtió en moda  restablecer tragedias de Lully con nueva música, el ejemplo más famoso, siendo  Armide  por Gluck.

## Obras selectas

### Instrumentales
- Sonates pour violon op.1 (1733)
- Sonates en trío
- Pièces de clavecin en sonates op.3 (1734, orquestada más tarde como  Sonates en symphonies ). El prefacio del op.4 contiene la primera evidencia de un texto escrito relativa al empleo de armónicos, "Les sons harmoniques (París y Lille, 1738).
- Pièces de clavecín avec voix ou violon op.5 (1748)

### Óperas
- Isbé  (1742)
- Bacchus et Erígone  (1747)
- Le carnaval du Parnasse  (1749)
- Vénus et Adonis  (1752)
- Titon et l'Aurore  (1753)
- Daphnis et Alcimadure  (1754)
- Les fêtes de Paphos  (1758)
- Thésée  (1765)
- Les projets de l'Amour  (1771)

### Grands Motets
- Dominus regnavit decoro  (Salmo 92) (1734)
- Deo Jubilate  (Salmo 99) (1734)
- Magnus Dominus  (Salmo 47) (1734)
- Cantate dominó  (Salmo 149) (1743)
- Venite exultemus Domino  (Salmo 94) (1743)
- Nisi Dominus aedficavit  (Salmo 126) (1743)
- De profundis  (Salmo 129) (1748)
- Gloria de enarrant Coeli  (Salmo 18) (1750)
- In exitu Israel  (Salmo 113) (1753)

## Recopilaciones de las obras de Mondonville
- Titon et l'Aurore  Les Musiciens du Louvre, Marc Minkowski (Erato, 1992)
- Les fêtes de Paphos  Les Talens Lyriques, Christophe Rousset (Decca L'Oiseau-Lyre, 1997)
- Les Grands Motets  ( Dominus regnavit, en exitu Israel, de profundis ) Les Arts Florissants, William Christie (Erato, 1997)
- Venite Exultemus, De Profundis (Grands Motets)  Oxford nuevo College de coro, [Edward Higginbottom] (Helios, 1999)
- Seis sonates opus 3  Les Musiciens du Louvre, Marc Minkowski (Deutsche Grammophon, 1998)
- El aria "Désirs toujours détruits", de  Isbé , cantada por Véronique Gens en la colección  Tragédiennes  (Virgin Classics, 2006)
- Piezas de clavecin avec voix ou violon Op.5  Judith Nelson, William Christie, Stanley Ritchie (Harmonia Mundi, 1980)